# Bali United Football Club
Il Bali United Football Club, meglio noto come Bali United, è una società calcistica indonesiana con sede nella città di Gianyar.

## Palmarès

### Competizioni nazionali
- Campionato indonesiano: 2

2019, 2021-2022

### Altri piazzamenti
- Campionato indonesiano:

Secondo posto: 2017
- Indonesia President's Cup:

Finalista: 2018

## Rosa 2023-2024
Aggiornata al 2 dicembre 2023.
| N. |                       | Ruolo | Calciatore             |
| -- | --------------------- | ----- | ---------------------- |
| 1  | Brasile (bandiera)    | P     | Adilson Maringá        |
| 2  | Indonesia (bandiera)  | C     | Ardi Idrus             |
| 4  | Thailandia (bandiera) | D     | Elias Dolah            |
| 5  | Indonesia (bandiera)  | C     | Haudi Abdillah         |
| 7  | Indonesia (bandiera)  | C     | Sidik Saimima          |
| 9  | Indonesia (bandiera)  | A     | Ilija Spasojević       |
| 10 | Brasile (bandiera)    | C     | Éber Bessa             |
| 11 | Indonesia (bandiera)  | C     | Yabes Roni             |
| 13 | Indonesia (bandiera)  | P     | Rakasurya Handika      |
| 14 | Indonesia (bandiera)  | C     | Fadil Sausu (capitano) |
| 17 | Indonesia (bandiera)  | A     | Taufik Hidayat         |
| 18 | Indonesia (bandiera)  | C     | I Kadek Agung Widnyana |
| 22 | Indonesia (bandiera)  | D     | Novri Setiawan         |
| 23 | Indonesia (bandiera)  | D     | Ryuji Utomo            |
| 24 | Indonesia (bandiera)  | D     | Ricky Fajrin           |
| 28 | Indonesia (bandiera)  | C     | Gede Sunu              |
| 33 | Indonesia (bandiera)  | D     | I Made Andhika Wijaya  |

| N. |                                 | Ruolo | Calciatore        |
| -- | ------------------------------- | ----- | ----------------- |
| 37 | Cambogia (bandiera)             | C     | Privat Mbarga     |
| 41 | Indonesia (bandiera)            | C     | Irfan Jaya        |
| 44 | Indonesia (bandiera)            | D     | Kadek Arel        |
| 47 | Indonesia (bandiera)            | C     | Rahmat Arjuna     |
| 55 | Indonesia (bandiera)            | C     | Made Tito         |
| 66 | Indonesia (bandiera)            | D     | Gede Agus         |
| 72 | Indonesia (bandiera)            | A     | Nyoman Adi        |
| 73 | Indonesia (bandiera)            | D     | Jajang Mulyana    |
| 74 | Mandato di Palestina (bandiera) | C     | Mohammed Rashid   |
| 77 | Indonesia (bandiera)            | C     | Ramdani Lestaluhu |
| 86 | Indonesia (bandiera)            | C     | Tegar Infantrie   |
| 88 | Indonesia (bandiera)            | P     | Muhammad Ridho    |
| 91 | Indonesia (bandiera)            | A     | Rahmat            |
| 94 | Brasile (bandiera)              | A     | Jefferson         |
|    | Indonesia (bandiera)            | C     | Luthfi Kamal      |
|    | Indonesia (bandiera)            | A     | Kadek Dimas       |